# Blåbröstad blåsmyg
Blåbröstad blåsmyg (Malurus pulcherrimus) är en fågel i familjen blåsmygar inom ordningen tättingar.

## Utbredning och systematik
Fågeln förekommer i sydvästra Western Australia och på Eyrehalvön i South Australia. Den behandlas som monotypisk, det vill säga att den inte delas in i några underarter.

## Status
Arten har ett stort utbredningsområde och beståndet anses vara stabilt. Internationella naturvårdsunionen IUCN listar den därför som livskraftig (LC).